# Saint-Pierre-sur-Vence
Saint-Pierre-sur-Vence és un municipi francès situat al departament de les Ardenes i a la regió del Gran Est. L'any 2007 tenia 163 habitants.

## Demografia

### Població
El 2007 la població de fet de Saint-Pierre-sur-Vence era de 163 persones. Hi havia 62 famílies de les quals 16 eren unipersonals (8 homes vivint sols i 8 dones vivint soles), 17 parelles sense fills i 29 parelles amb fills.
La població ha evolucionat segons el següent gràfic:
Habitants censats

### Habitatges
El 2007 hi havia 67 habitatges, 66 eren l'habitatge principal de la família i 1 era una segona residència. 63 eren cases i 2 eren apartaments. Dels 66 habitatges principals, 53 estaven ocupats pels seus propietaris i 13 estaven llogats i ocupats pels llogaters; 1 tenia una cambra, 1 en tenia dues, 6 en tenien tres, 16 en tenien quatre i 42 en tenien cinc o més. 45 habitatges disposaven pel capbaix d'una plaça de pàrquing. A 25 habitatges hi havia un automòbil i a 29 n'hi havia dos o més.

### Piràmide de població
La piràmide de població per edats i sexe el 2009 era:
| Homes | Edats   | Dones |
| ----- | ------- | ----- |
| 0     | 95 o +  | 0     |
| 0     | 90 a 94 | 0     |
| 0     | 85 a 89 | 0     |
| 4     | 80 a 84 | 0     |
| 4     | 75 a 79 | 0     |
| 4     | 70 a 74 | 12    |
| 4     | 65 a 69 | 8     |
| 0     | 60 a 64 | 0     |
| 0     | 55 a 59 | 0     |
| 0     | 50 a 54 | 0     |
| 12    | 45 a 49 | 4     |
| 12    | 40 a 44 | 8     |
| 8     | 35 a 39 | 0     |
| 12    | 30 a 34 | 12    |
| 0     | 25 a 29 | 4     |
| 8     | 20 a 24 | 0     |
| 0     | 15 a 19 | 8     |
| 0     | 10 a 14 | 4     |
| 4     | 5 a 9   | 8     |
| 4     | 0 a 4   | 12    |

## Economia
El 2007 la població en edat de treballar era de 97 persones, 73 eren actives i 24 eren inactives. De les 73 persones actives 69 estaven ocupades (44 homes i 25 dones) i 4 estaven aturades (1 home i 3 dones). De les 24 persones inactives 3 estaven jubilades, 7 estaven estudiant i 14 estaven classificades com a «altres inactius».

### Ingressos
El 2009 a Saint-Pierre-sur-Vence hi havia 63 unitats fiscals que integraven 162,5 persones, la mediana anual d'ingressos fiscals per persona era de 20.881 €.

### Activitats econòmiques
Dels 5 establiments que hi havia el 2007, 2 eren d'empreses de construcció, 1 d'una empresa de comerç i reparació d'automòbils, 1 d'una empresa de serveis i 1 d'una entitat de l'administració pública.
L'únic servei als particulars que hi havia el 2009 era una lampisteria.

## Poblacions més properes
El següent diagrama mostra les poblacions més properes.